# Lewis Hills
Lewis Hills är kullar i Kanada.   De ligger i provinsen Newfoundland och Labrador, i den östra delen av landet, 1 400 km öster om huvudstaden Ottawa.
Den högsta punkten är 810 meter över havet.
Trakten runt Lewis Hills består i huvudsak av gräsmarker. Trakten runt Lewis Hills är nära nog obefolkad, med mindre än två invånare per kvadratkilometer.